# Af (mitologia)
Af (in ebraico אף‎?) è uno degli angeli della morte nella mitologia ebraica, nonché uno degli angeli della distruzione e dell'ira.
Insieme a Hemah, Af ingoiò Mosè fino al suo membro circonciso, ma quando la moglie di Mosè, Sefora, circoncise il figlio Gherson, pose fine all'ira di Dio e gli angeli dovettero lasciare Mosè. Secondo la versione del mito riportata da Louis Ginzberg, Dio mandò i due angeli per punire Mosè perché voleva perdere tempo lungo la strada prima di arrivare in Egitto ad annunciare la fine della schiavitù, in quanto il suo popolo credeva che sarebbe dovuta durare quattrocento anni; Dio quindi gli parlò dicendo che la profezia di Giuseppe garantiva che sarebbe durata 210 anni, e i due angeli lo ingoiarono interamente, per poi sputarlo dopo la circoncisione del figlio. Mosè quindi li attaccò e trafisse Hemah. Af è alto 500 parasanghe e risiede nel settimo cielo, dove, secondo il mito dell'ascensione di Mosè, quest'ultimo lo vede insieme a Hemah (Af è la "rabbia", Hemah la "collera") e ne rimane impaurito.
Af è citato nello Zohar e nel Midrash Tehillim. Nello Zohar sono citati due spiriti chiamati "ira" (Af) e "collera" (Hemah), cui si riferirebbe il versetto 9:19 del Deuteronomio (Devarim) con «Perciocché io temeva a cagione dello sdegno e dell’ira»; Af è definito anche come un qliphah, cui si riferirebbe un versetto del salmo 78 (Sl 78:38) con «Più volte trattenne la sua ira». Nel Midrash Tehillim è citato nella spiegazione del versetto 6 del salmo 7, tra i cinque angeli sterminatori che secondo il rabbino Samuel ben Nahman Dio avrebbe mandato a Mosè quando salì sulla montagna e gli Israeliti avevano peccato: l'ira (Af), la collera, il furore, la rovina e l'estirpazione; quando in Esodo 32:13 Mosè dice a Dio «ai quali giurasti in te», riferendosi a Abramo, Isacco e Giacobbe, se ne sarebbero andati gli angeli della collera, della rovina e dell'estirpazione, e sarebbero rimasti l'ira e il furore, cui si riferisce Deuteronomio 9:19. A questo punto Mosè avrebbe detto di non poter affrontare entrambi, e questo è rappresentato dal versetto del salmo, «Ergiti, o SIGNORE, nell'ira tua»; Mosè infatti si sarebbe sollevato contro il furore, come si deduce da Salmi 106:23, «Egli parlò di sterminarli; tuttavia Mosè, suo eletto, stette sulla breccia davanti a lui per impedire all'ira sua di distruggerli», e Isaia 27:4, «Nessuna ira è in me».
Secondo la versione del Pirke Rabbenu ha-Kadosh curata da Samuel Schönblum, esistono sei angeli della morte: Gabriel (per le vite dei giovani), Kafziel (per i re), Meshabber (per gli animali), Mashhit (per i bambini), Af (per gli uomini), Hemah (per gli animali domestici). L'angelo della morte non è propriamente un angelo malvagio o caduto: egli rimane sempre un emissario di Dio, al servizio di quest'ultimo. Af e Hemah sono identificabili con Azza e Azazel.